# Ameles kervilley
Ameles kervilley — один з видів богомолів середземноморського та передньоазійського роду Ameles. Поширений у Єгипті та країнах Близького Сходу.

## Опис
Відомі лише самиці. Тіло невелике, від вохристого забарвлення, 1,8-2,2 см у довжину. Черевце пряме, циліндричне, не загинається догори. Фасеткові очі конічні, з невеликим горбиком. Передньоспинка коротка, у найширшому місці бічні краї з чорними зубчиками. Середні та задні ноги вкриті волосками. Крила вкорочені, досягають заднього краю першого тергіта черевця. Тергіти з верхівковим зубцем посередині.
Дуже подібний до близького виду Ameles decolor, з яким, утім, не перетинається ареалами. Низка дослідників вважає його синонімом йорданський вид Ameles massai.

## Ареал
Описаний з Сирії, поблизу Баальбеку, також відомий у Єгипті, Лівані, Йорданії, на Палестинських територіях.